# 杨殷

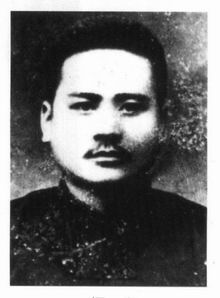
杨殷

杨殷（1892年8月—1929年8月30日），名典乐、夔礼，字孟揆，化名吕云峰，广东香山县人，中国共产党早期领导人。

## 生平
早年加入同盟会，1917年，担任孙中山卫队副官兼大元帅府参军处参谋。1922年，加入中共，并组织工人运动、粤汉铁路工人大罢工。张太雷阵亡后，其担任广州苏维埃政府代理主席。1928年夏当选为中国共产党第六届中央委员会委员、政治局候补委员，后当选中共中央军事部部长，同年11月补选为中央政治局常委；1929年1月起任中共中央军委主任兼中共江苏省委军事部部长。1929年8月24日，因被白鑫供出下落，杨殷与彭湃等人一同被捕。同年8月30日，被蒋介石下令枪决。
同年11月11日夜，周恩来组织陈赓、顾顺章等中共中央特科人员在法租界合计杀死白鑫。